# Antoine Doquin
Pas d'image ? Cliquez ici
Antoine Doquin, né le 16 septembre 2004 à Marseille, est un pilote de course automobile français, qui participe à des épreuves d'endurance au volant de Sport-prototypes dans des championnats tels que le WeatherTech SportsCar Championship, l'European Le Mans Series, l'Asian Le Mans Series et la Michelin Le Mans Cup.
Il a remporté le championnat Asian Le Mans Series en 2022 dans la catégorie LMP3 pour le compte de l'écurie CD Sport.

## Palmarès

### Résultats aux24 Heures deDaytona
| Année | Écurie             | Copilotes                                      | Voiture                   | Classe | Tours | Pos. | Class Pos. |
| ----- | ------------------ | ---------------------------------------------- | ------------------------- | ------ | ----- | ---- | ---------- |
| 2022  | Forty7 Motorsports | Trenton Estep (en) Mark Kvamme Austin McCusker | Duqueine M30 - D08-Nissan | LMP3   | 425   | Abd. | Abd.       |

### Résultats enEuropean Le Mans Series
| Année | Écurie                 | Châssis        | Moteur                    | Classe | 1        | 2     | 3        | 4        | 5     | 6     | Position | Points |
| ----- | ---------------------- | -------------- | ------------------------- | ------ | -------- | ----- | -------- | -------- | ----- | ----- | -------- | ------ |
| 2021  | Eurointernational      | Ligier JS P320 | Nissan VK56 5,6 l V8 Atmo | LMP3   | BAR      | RBR   | LEC      | MON      | SPA   | POR 9 | 35e      | 4      |
| 2022  | Cool Racing            | Ligier JS P320 | Nissan VK56 5,6 l V8 Atmo | LMP3   | LEC Abd. | IMO 2 | MON 6    | BAR Abd. | SPA 4 | POR 3 | 7e       | 53     |
| 2023  | Racing Spirit of Léman | Ligier JS P320 | Nissan VK56 5,6 l V8 Atmo | LMP3   | CAT 3    | LEC 1 | ARA Abd. | SPA 8    | ALG 8 | POR 7 | 5e       | 54     |
| 2024  | Racing Spirit of Léman | Ligier JS P320 | Nissan VK56 5,6 l V8 Atmo | LMP3   | BAR      | LEC   | IMO      | SPA      | MUG   | POR   | *        | *      |

* Saison en cours.

### Résultats enAsian Le Mans Series
| Année | Écurie   | Châssis        | Moteur                         | Classe | 1     | 2     | 3     | 4     | Position | Points |
| ----- | -------- | -------------- | ------------------------------ | ------ | ----- | ----- | ----- | ----- | -------- | ------ |
| 2021  | CD Sport | Ligier JS P320 | Aston Martin 4,0 l V8 Bi-Turbo | LMP3   | DUB 2 | DUB 2 | ABU 3 | ABU 2 | 1re      | 69     |

### Résultats enMichelin Le Mans Cup
| Année | Écurie      | Châssis        | Moteur                    | Classe | 1      | 2       | 3     | 4      | 5      | 6     | 7      | Position | Points |
| ----- | ----------- | -------------- | ------------------------- | ------ | ------ | ------- | ----- | ------ | ------ | ----- | ------ | -------- | ------ |
| 2021  | Cool Racing | Ligier JS P320 | Nissan VK56 5,6 l V8 Atmo | LMP3   | BAR 12 | LEC Nc. | MON 8 | LMS 10 | LMS 25 | SPA 1 | POR 19 | 7e       | 38.5   |